# Sheryl Cruz
Sheryl Rose Marie Sonora Cruz-Bustos (5 de abril de 1974, Makati), conocida artísticamente como Sheryl Cruz. Es una cantante y actriz filipina, de ascendencia franco-chino por el lado materno, tagalo por el lado paterno e hispano-filipino por el lado materno y paterno. Además ha conducido un programa de televisión llamado "Sampaguita Pictures", a quienes tuvo como invitados especiales a famosos artistas como Ricky Belmonte y  Rosemarie Sonora. También trabajó en el cine filipino con famosos actores de su país como Susan Roces, Fernando Poe Jr., este último quien postuló como candidato a la presidencia de su país y su tío, el actor y cantante Tirso Cruz III. Sheryl Cruz es prima de las famosas actrices y cantantes Donna Cruz, Geneva Cruz, Sunshine Cruz, Rayver Cruz y Rodjun Cruz.

## Shows en Televisión
- Galema: Anak ni Zuma (2013-2014) como Galela Carriedo
- Luna Mystica[1] (2008)
- Varga (TV series)[2]
- Lobo aparición especial.
- Princess Sarah (2007) Miss Amanda Minchin.
- Love Spell Presents: Cindy-Rella (2007) como Lady Diana of Astoria.
- Mga Mata ni Anghelita (2007) como Magdalena
- Sine Novela Presents: Sinasamba Kita (2007) como Divina Ferrer-Sandoval.
- Bakekang (2006) como Valeria Manero.
- Mi Vida Eres Tu (2006) como Marcella.
- Now and Forever: Tinig (2006) como Selena.
- Now and Forever: Ganti (2005) como Samantha.
- Mulawin (2004) como Linang.
- Magpakailanman: Jinky Oda Story como Jinky Oda.
- Teysi ng Tahanan invitada especial.
- Star Drama Theater Presents "Sheryl"
- GMA Telecine Specials
- Billy Bilyonaryo
- Seiko TV Presents: Sheryl (IBC 13)
- Lovingly Yours, Helen
- John En Marsha como la nueva "Shirley".
- Young Love, Sweet Love
- Lunch Date
- Saturday Entertainment
- That's Entertainment Wednesday group.
- GMA Supershowcomo un co-host de German Moreno

## Filmografía
- Hiwaga sa Balete Drive (2013)
- Babasagin (2013)
- Sa Dulo ng Ganti (2013) (Release Date: April 10, 2013)
- Shake, Rattle & Roll 8 (2006)
- Mano po III: My Love (2004) - Bernadette
- Ikaw Naman Ang Iiyak (1996)
- Kailanman (1996)
- Milyonaryong Mini (1996)
- Shake Rattle & Roll V (1994)
- Row 4: Baliktorians (1994)
- Adan Ronquillo (1993)
- Sobra Talaga... Overr!! (1993)
- Hataw Tatay Hataw (1993) - Jenny
- Eddie Tagalog: Pulis Makati (1992)
- Kung Tayo'y Magkakalayo (1991)
- Ama... Bakit Mo Ako Pinabayaan? (1990)
- Ubos Na Ang Luha Ko (1990)
- Bihagin Ang Dalangang Ito (1989)
- First Lesson (1989)
- Everlasting Love (1989)
- One Two Bato, Three Four Bapor (1989)
- Mundo Man Ay Magunaw (1989)
- Pardina at Ang Mga Duwende (1988) - Pardina
- Asawa Ko, Huwag Mong Agawin (1987)
- Rock-a-Bye Baby (1987) - Lolit
- When I Fall in Love (1986)
- Home Sweet Home (1986)
- Ubos Na Ang Luha Ko (1986)
- Payaso (1986)
- Ina, Kasusuklaman Ba Kita? (1985)
- Mga Kwento ni Lola Basyang (1985)
- Lovingly Yours: The Movie (1984)
- Takbo, Talon, Tili! (1984)
- Batang Quiapo (1983)
- Roman Rapido (1983)
- Ms Dolora X (1982)
- Mga Basang Sisiw (1981)
- Tropang Bulilit (1981)
- Kapag Nag-abot Ang Langit At Lupa (1981) - Fatima
- Sagot Ng Puso (1980)
- Hanggang Panaginip Na Lang Ba (1980)
- Hiram Na Sing-sing (1980)
- The Students Body (1980)